# Skomoroșkî, Orativ
Skomoroșkî (în ucraineană Скоморошки) este localitatea de reședință a comunei Skomoroșkî din raionul Orativ, regiunea Vinnița, Ucraina.

## Demografie
Componența lingvistică a localității Skomoroșkî
     Ucraineană (98,54%)
     Rusă (1,18%)
Conform recensământului din 2001, majoritatea populației localității Skomoroșkî era vorbitoare de ucraineană (98,54%), existând în minoritate și vorbitori de rusă (1,18%).

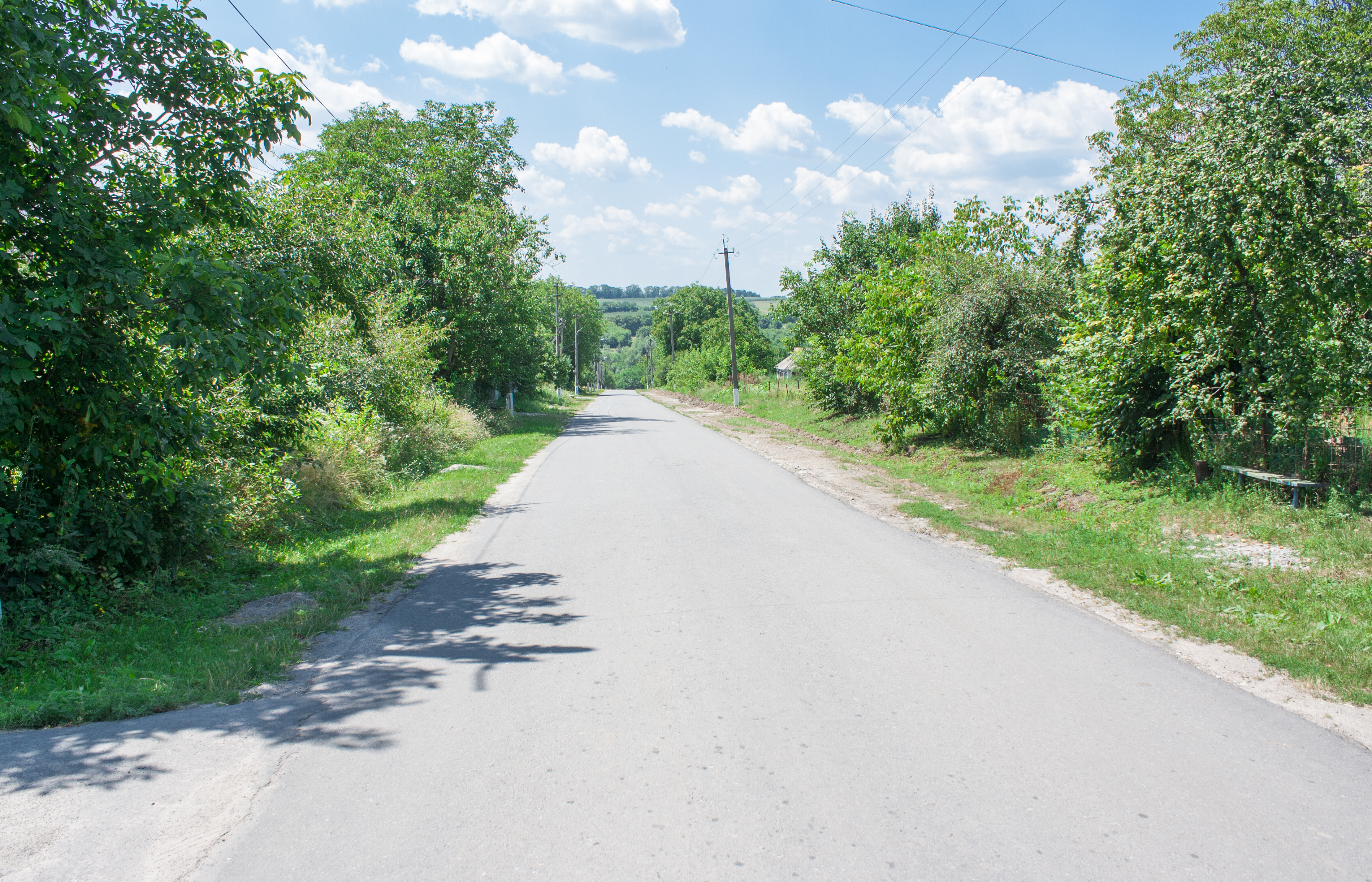
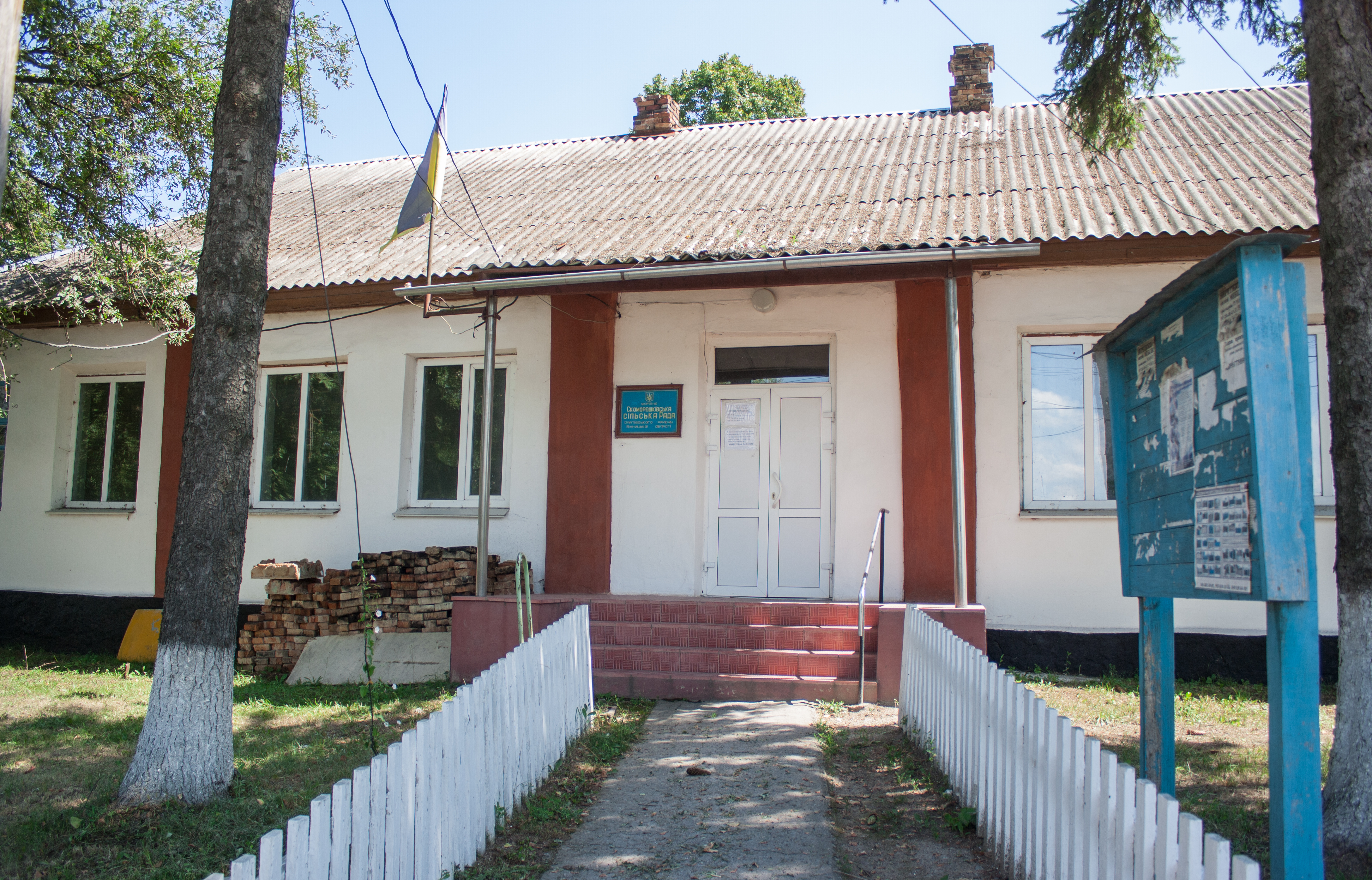
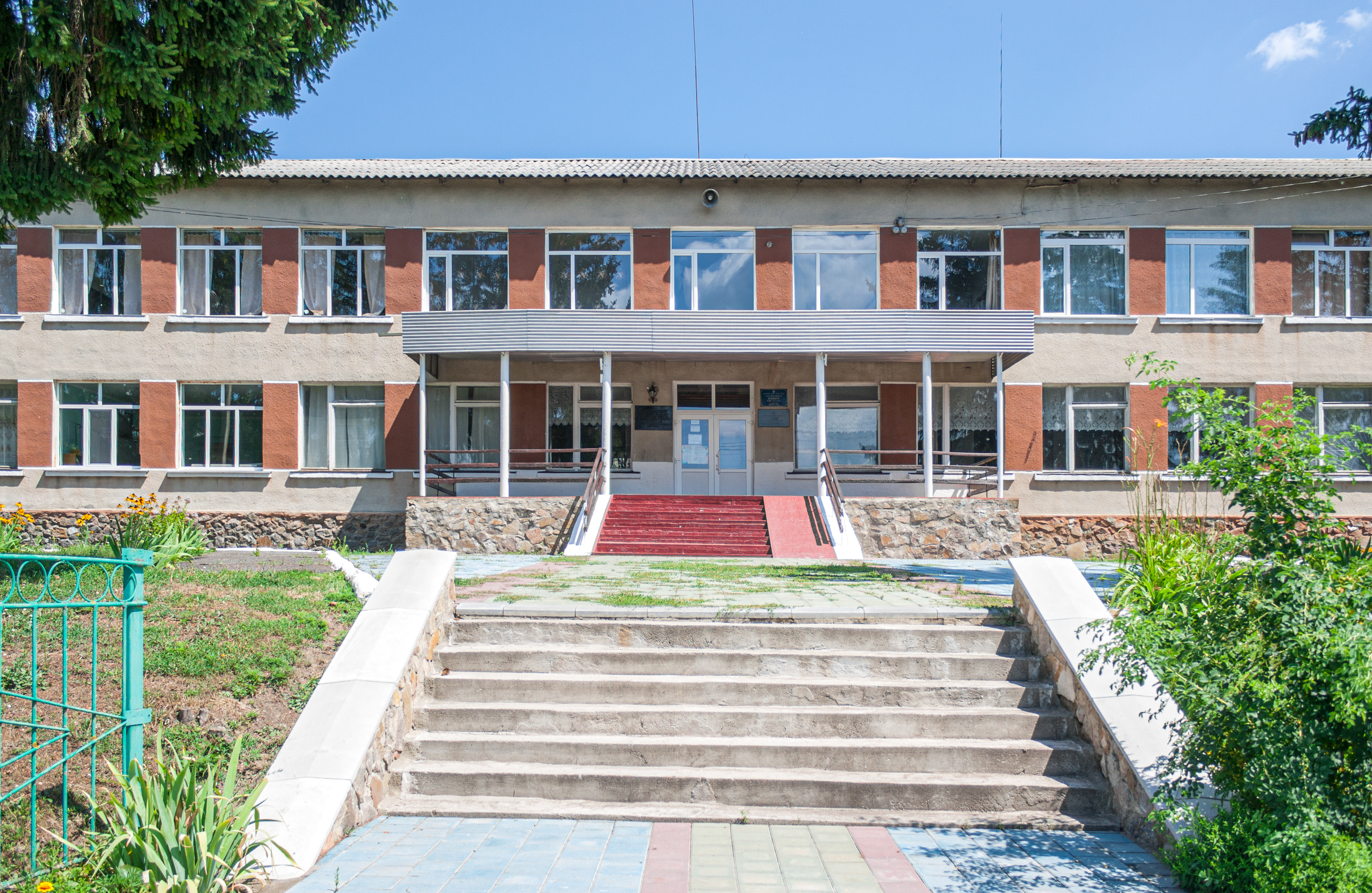
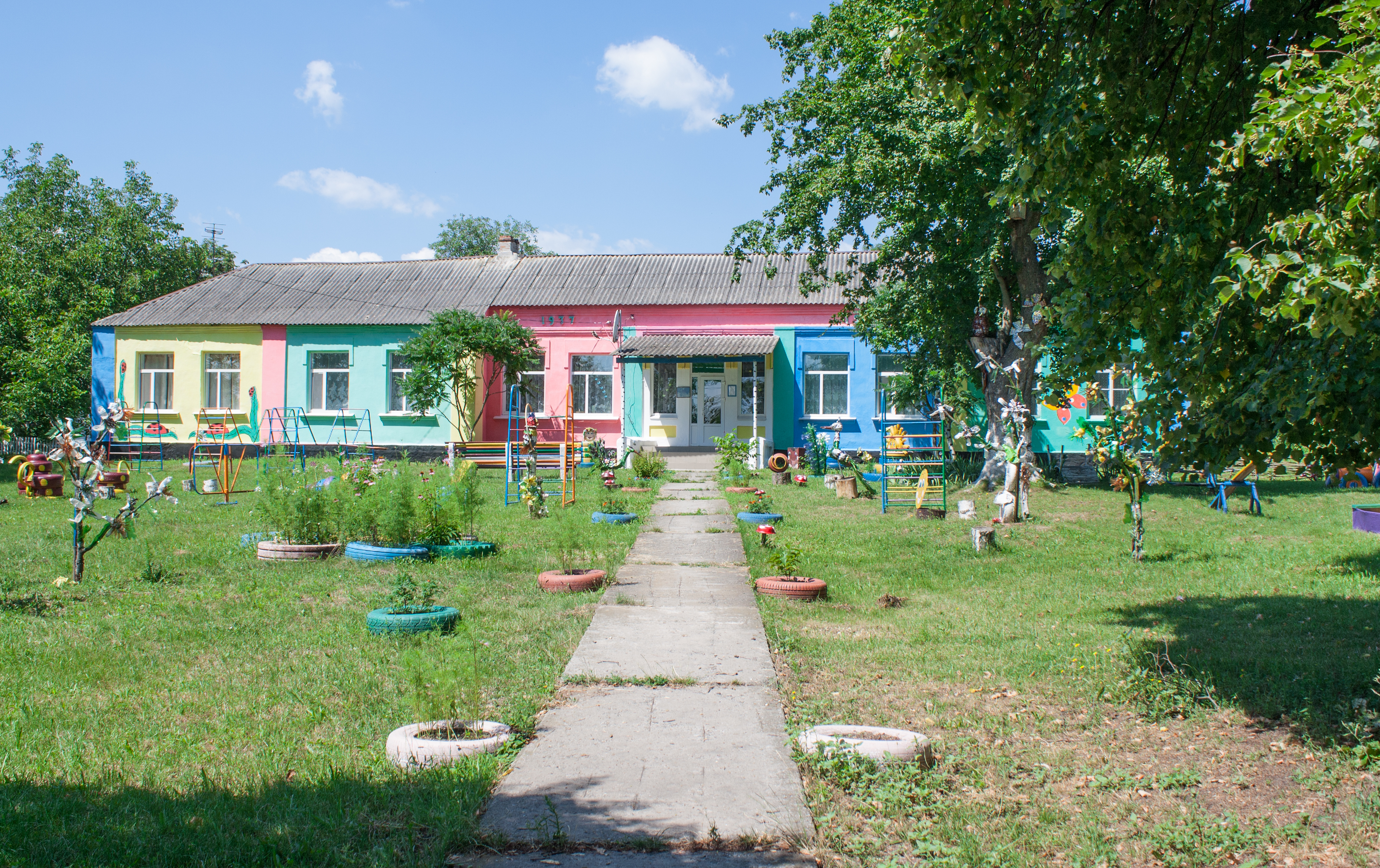
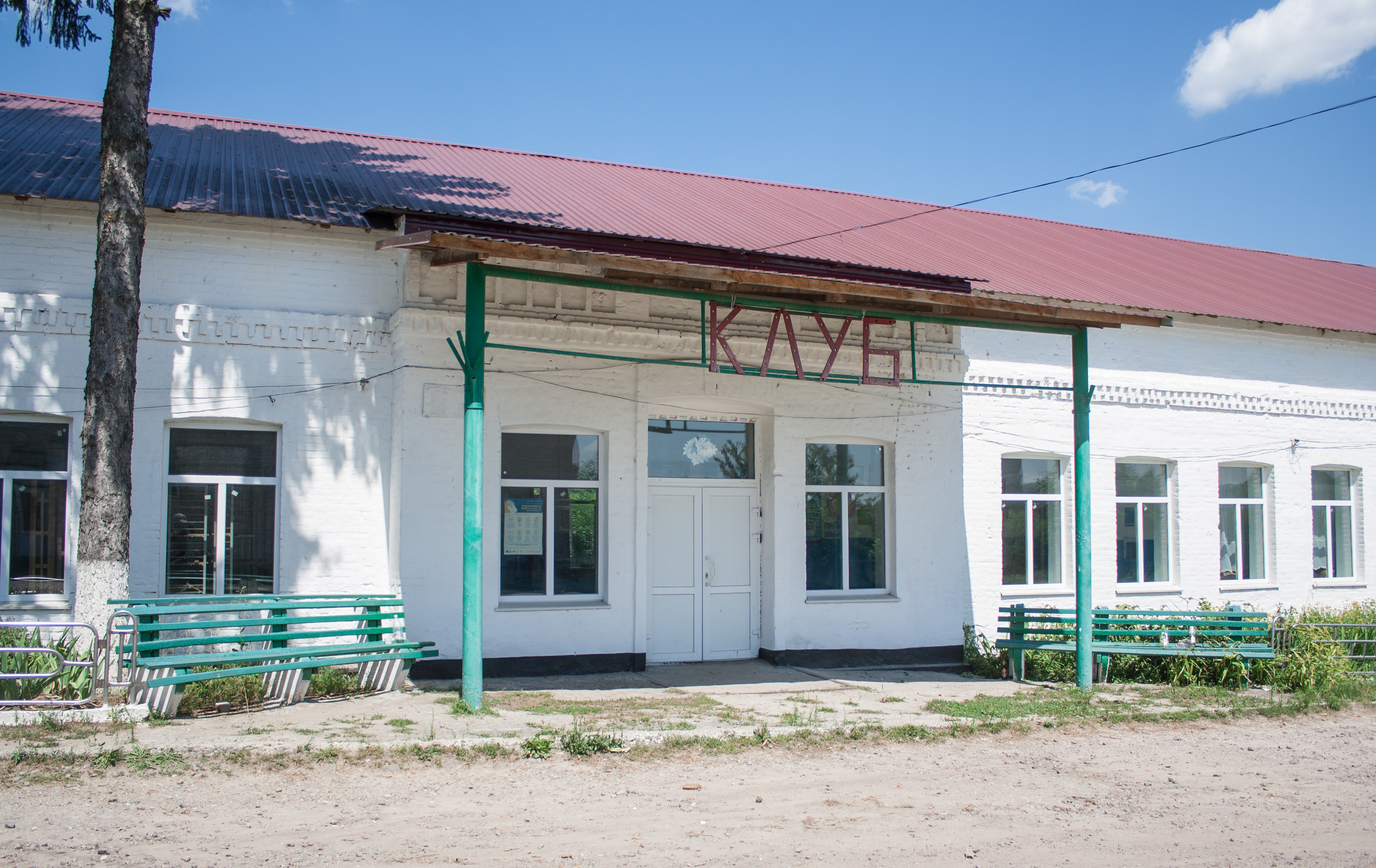
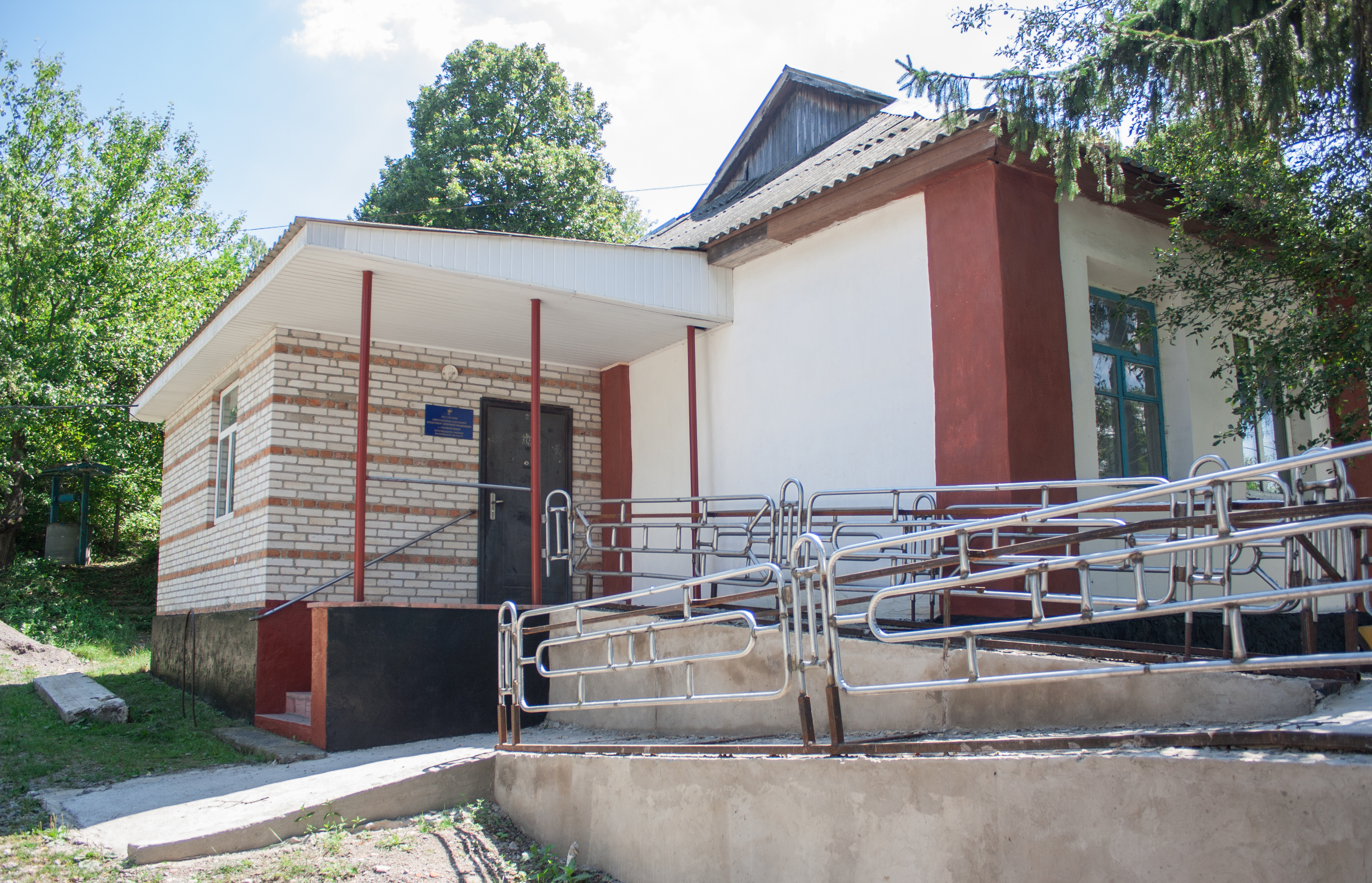
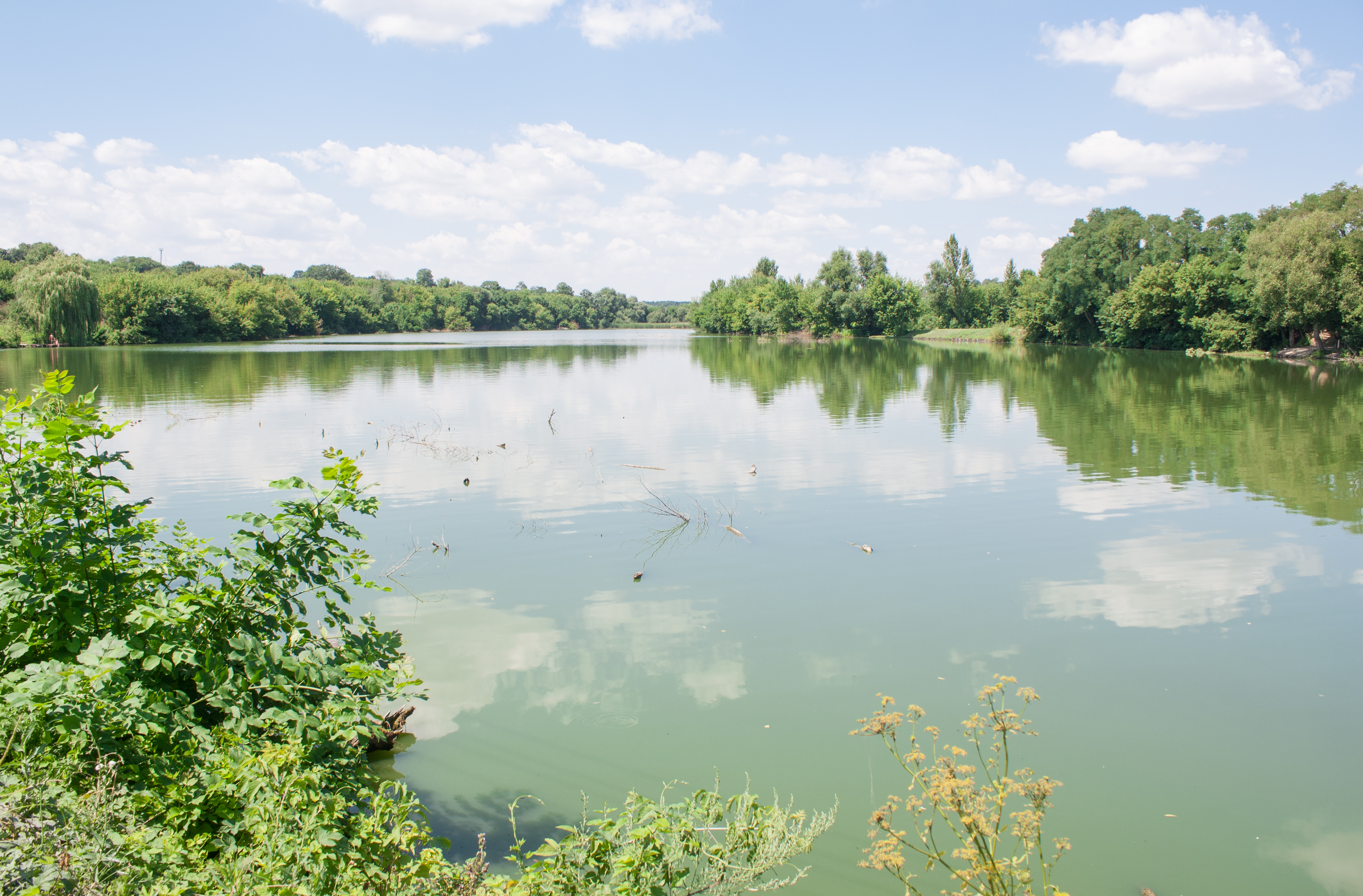
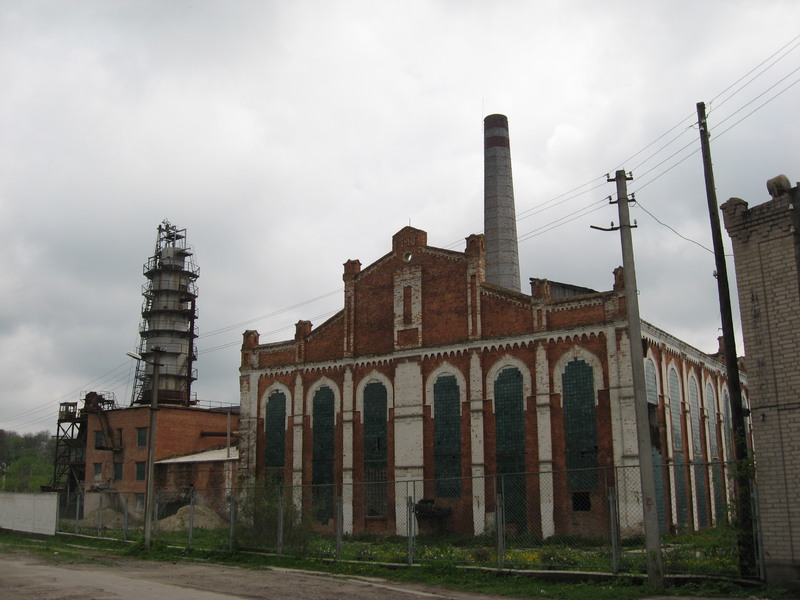

## Legături externe
- pl Skomoroszki, wieś nad bezimiennym, lewobocznym dopływem Rośki în Dicționarul geografic al Regatului Poloniei și al altor țări slave, volum X (Rukszenice — Sochaczew) 1889